# Шахова композиція
Ша́ховою компози́цією називають створення задач з використанням шахових фігур та шахівниці. Людину, яка створює такі задачі, називають шаховим композитором чи проблемістом. Існують два головні типи шахових композицій: етюди та задачі.
Шахові задачі бувають звичайні та неортодоксальні. У першому випадку тому, хто розв'язує задачу, зазвичай дається шахова позиція і йому треба знайти виграш за певну сторону. У другому задачу можна розв'язати тільки методом, неможливим у справжній партії, наприклад, з допомогою ретроградного аналізу.

## Турніри
Існують змагання як зі складання, так і розв'язування шахових задач.

### Турніри зі складання
Турніри зі складання шахових задач можуть бути офіційними або неофіційними. В офіційних турнірах задачі не публікуються до того, як вони будуть оцінені, тоді як неофіційні турніри часто організовують різні шахові видання. Всесвітній турнір шахової композиції (WCCT) є офіційним турніром для національних команд і організований постійною комісією ФІДЕ.

### Турніри з розв'язування
Турніри з розв'язування шахових задач також поділяються на два основних типи. У турнірах першого типу учасники посилають свої розв'язки звичайною поштою або електронною поштою. У цьому випадку неможливо запобігти використанню комп'ютерів на таких турнірах, хоча деякі задачі, наприклад, задачі з особливо довгими розв'язаннями, не придатні для аналізу комп'ютером.
У турнірах другого типу всі учасники присутні в одному приміщенні та зазвичай мають обмежену кількість часу на розв'язання. В таких турнірах заборонено використовувати будь-які підказки для вирішення крім шахової дошки й фігур. Найвідоміший турнір цього типу — Чемпіонат світу з розв'язування шахових задач.
На турнірах обох типів за кожну розв'язану задачу учасник отримує певну кількість очок, часто додаються ще й бонусні очки за знайдення альтернативного розв'язку чи правильного обґрунтування свого рішення. Неповні розв'язки нагороджуються відповідною пропорцією доступних очок. Учасник, що здобув найбільше очок, стає переможцем.